# Gitarrenverstärker

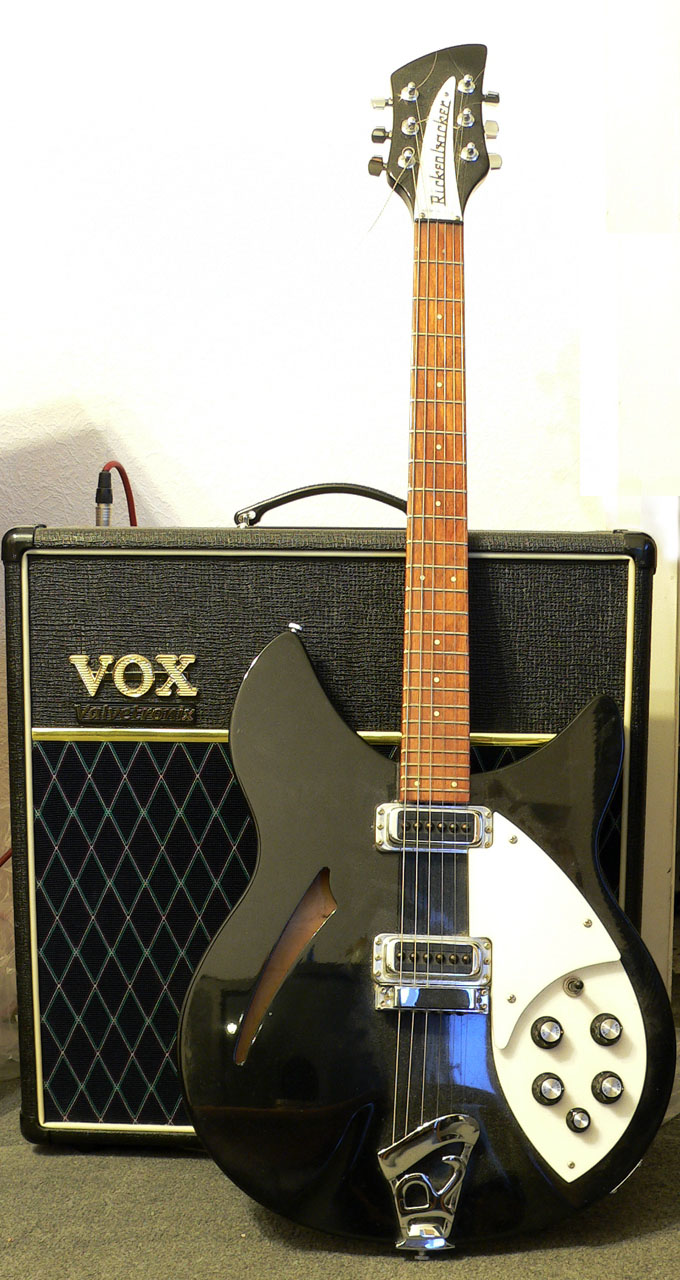
Combo-Verstärker der britischen Marke VOX, Modell Valvetronix AD60VT. Davor eine E-Gitarre der Marke Rickenbacker

Ein Gitarrenverstärker ist ein elektronisches Gerät zur Verstärkung des Klanges einer Gitarre oder einer elektrischen Gitarre. Im weiteren Sinne werden Verstärker für Bassgitarren (E-Bass) ebenfalls als Gitarrenverstärker bezeichnet, auch wenn sie einige abweichende, an tiefe Klangfrequenzen angepasste Konstruktionsmerkmale aufweisen.
Das Signal eines oder mehrerer Gitarrentonabnehmer wird über ein spezielles Instrumentenkabel oder auch über eine Funkstrecke an den Verstärker übertragen. Anders als die meisten Geräte zur Verstärkung akustischer Gitarren sollen Verstärker für E-Gitarren und E-Bass das Signal der Musikinstrumente in der Regel nicht klangneutral verstärken, sondern wesentlich zur Klangbildung beitragen. Gitarristen betrachten Gitarrenverstärker häufig als Teil des Instruments und setzen die Geräte nicht nur zur Erzeugung von Lautstärke ein, sondern auch zu dem Zweck, ihrem Spiel klanglichen Ausdruck zu geben.

## Kategorien
Gitarrenverstärker lassen sich in folgende Kategorien einordnen:
- Nach der Bauart (Combo – offen oder geschlossen –, Topteil, Vor- und Endstufe getrennt, Racksystem).
- Nach dem Einsatzzweck (für E-Gitarre, E-Bass, akustische Gitarre, Übungs-, Studio- und Bühnenverstärker).
- Nach der Verwendung der verstärkenden Bauteile (Elektronenröhre, Halbleiter oder beides („Hybrid“)).
- Nach der vorwiegenden Klangcharakteristik („clean“, verzerrt, „britisch“ oder „amerikanisch“).
- Nach der Möglichkeit die Klangcharakteristik durch Software über einen Signalprozessor zu beeinflussen („Modeling“).[1]

Bei den im Handel erhältlichen Gitarrenverstärkern können praktisch alle Kategorien miteinander kombiniert sein, mit Schwerpunkten bei der einen oder anderen.

## Aufbau eines Gitarrenverstärkers

Blockschaltbild eines typischen Gitarrenverstärkers in Röhrentechnik. Verdeutlicht wird der Signalfluss und die Anordnung der verstärkenden Bauteile sowie die Anordnung der Stellelemente.

Die einzelnen Komponenten eines Gitarrenverstärkers sind der Eingang (Signaleingang), meistens realisiert durch eine Verbindung mit einem 6,35-mm-Mono-Klinkenstecker, Vorverstärkung mit Lautstärkeregler („Gain“), Klangregler (Equalizer) zur Anhebung oder Absenkung einzelner Frequenzbereiche (Bass, Mitten, Höhen) (lineare Verzerrung), Endverstärkerstufe, Lautsprechersystem, Stromversorgung (Netzteil).
Das Lautsprechersystem besteht üblicherweise aus 8- bis 15-Zoll-Lautsprechern, so ist zum Beispiel eine typische Marshallbox mit 4 Lautsprechern zu je 12″ ausgestattet und mit 100 bis über 400 Watt RMS-Leistung belastbar.
In vielen Geräten ist eine sogenannte Hallspirale (Federhall) zur Erzeugung künstlichen Nachhalls eingebaut. Vereinzelt werden weitere Effekte wie Chorus und Tremolo integriert.
Gitarrenverstärker gibt es in verschiedenen Leistungsstufen von etwa 2 Watt (Roland Microcube) bis über 350 Watt (Marshall Mode Four) Ausgangsleistung. Noch größere Ausgangsleistungen sind in der Regel nicht sinnvoll, da in größeren Bühneninstallationen die Instrumente über die PA-Anlage übertragen werden.

## Nichtlineare Verzerrung
Eine nichtlineare Verzerrung des Signals ist in bestimmten Arten der Popmusik, insbesondere in der Rockmusik erwünscht und wird durch gezieltes Übersteuern des Gitarrenverstärkers oder einzelner Verstärkerstufen innerhalb des Gitarrenverstärkers erreicht. Die Übersteuerung der Vorstufe wird von den Herstellern als Distortion bezeichnet, die Übersteuerung der Endstufe wird als Overdrive bezeichnet. Dabei können diese in Kombination erfolgen und sich auch in der Signalkette beeinflussen. Die Verzerrung kann auch außerhalb des Gitarrenverstärkers in vorgeschalteten Effektgeräten erfolgen, in der Regel durch einen Verzerrer.
Die Verzerrung in der Vorstufe komprimiert das Signal stärker (wie z. B. beim Heavy Metal verwendet), während bei Endstufenverzerrung hier mehr Dynamik, ähnlich dem Clean-Sound, übrigbleibt (wie z. B. bei Blues/Rock).
Der verzerrte Betrieb aller Stufen des Gitarrenverstärkers führt ohne besondere Maßnahmen zu einem Betrieb bei sehr großer Lautstärke. Wenn dieses nicht erwünscht ist, aber dennoch der gesamte Verstärker verzerren soll, kann dem Lautsprecher ein Widerstandsnetzwerk vorgeschaltet werden, das den größten Teil des Ausgangssignals in Wärme umwandelt und dem Lautsprecher nur einen Bruchteil der Ausgangsleistung zuführt (Power-Soak). Alternativ führt eine Leistungsreduktion in der Endstufe (z. B. durch eine Reduzierung der Betriebsspannung der Röhren) zum gewünschten Ergebnis. In allen Fällen muss jedoch bedacht werden, dass bei einer Verringerung der Gesamtlautstärke die nichtlinearen Verzerrungen des Lautsprechers, die ebenso zum Klang beitragen wie die Verzerrungen der Endstufe, zwangsläufig abnehmen. Jedoch kann für Recordinganwendung ein Gitarrenlautsprecher in einer schallisolierten Kiste bei hoher Leistung betrieben werden, um Verzerrungen des Lautsprechers herbeizuführen (Isolation-Cabinet).
Gitarrenverstärker verfügen meist über mehrere Signalwege („Kanäle“) mit unterschiedlichen Klangeigenschaften. Ein häufig so genannter clean Kanal besitzt nur einen Volumeneinsteller, manchmal noch mit einer Klangfarbeneinstellung kombiniert. Ein Kanal mit mehr Verzerrung besitzt meist einen sogenannten Gain-Regler, der die Stärke des Verzerrungsgrades beeinflusst, gekoppelt mit einem Volumenregler für die Ausgangslautstärke. Die Kanäle können per Knopfdruck am Verstärker oder mit einem Fußschalter angewählt werden.

## Bauarten

### Röhre

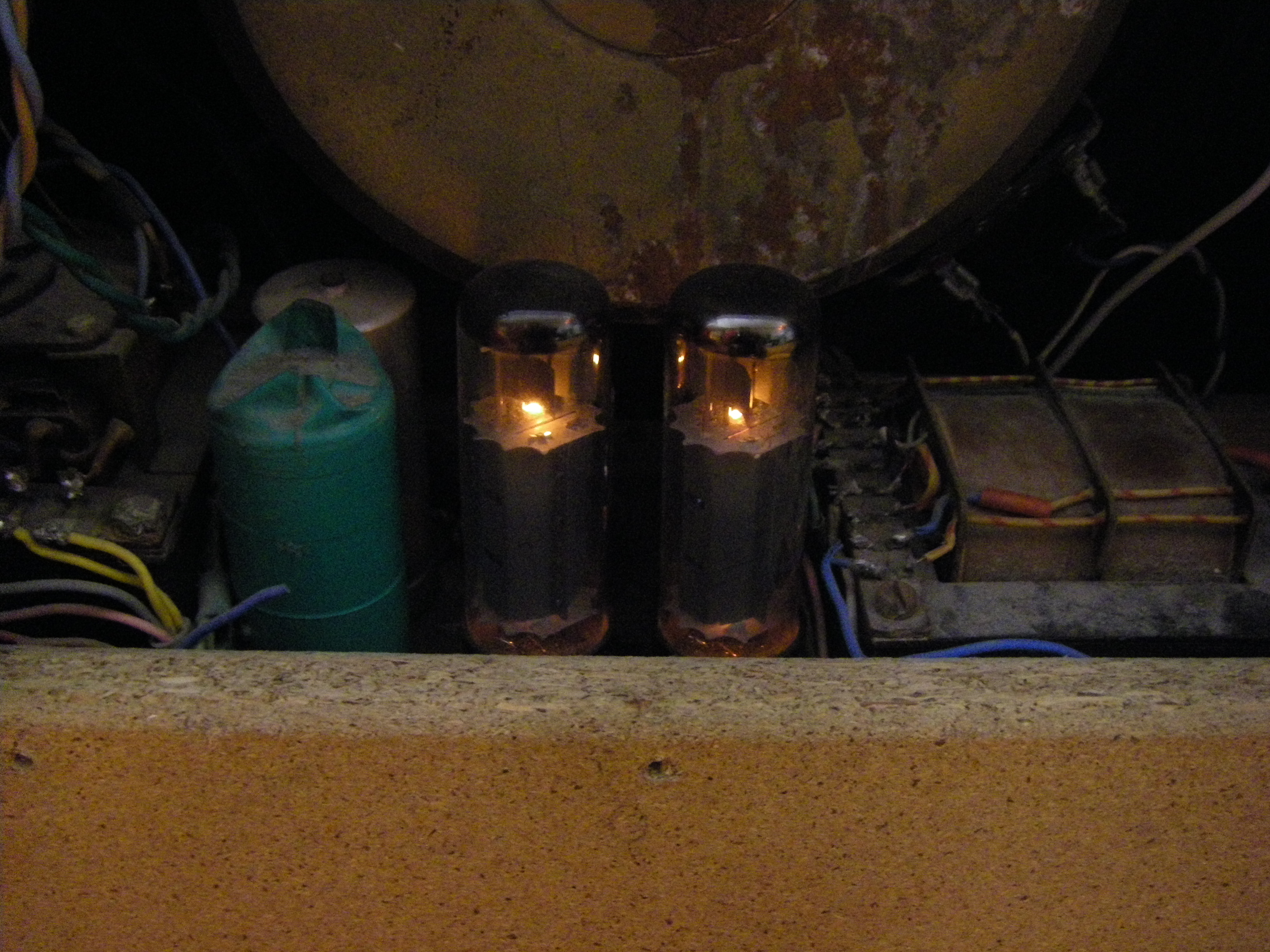
Betriebswarme Endstufe eines selbstgebauten Gitarrenverstärkers mit zwei Röhren vom Typ EL34

Bei Röhrenverstärkern werden zur Verstärkung des Signals Elektronenröhren eingesetzt. Obwohl in der Elektronik heutzutage nur noch selten Röhren eingesetzt werden (aufgrund von Größe, Gewicht, Wärmeentwicklung, Langzeitstabilität und aufwendiger Spannungsversorgung), ist das bei Gitarrenverstärkern aufgrund der speziellen Übertragungseigenschaften noch immer der Fall.
Über die Dynamik hinausgehend hat bei Röhren das Verhalten bei Übersteuerung (englisch „Overdrive“) des Verstärkers besondere Bedeutung: Dieses ist ein Zustand, in dem so starke Signale erzeugt werden, dass der Verstärker nicht mehr in der Lage ist, sie originalgetreu wiederzugeben. Die Folge ist eine Verzerrung des Signals.

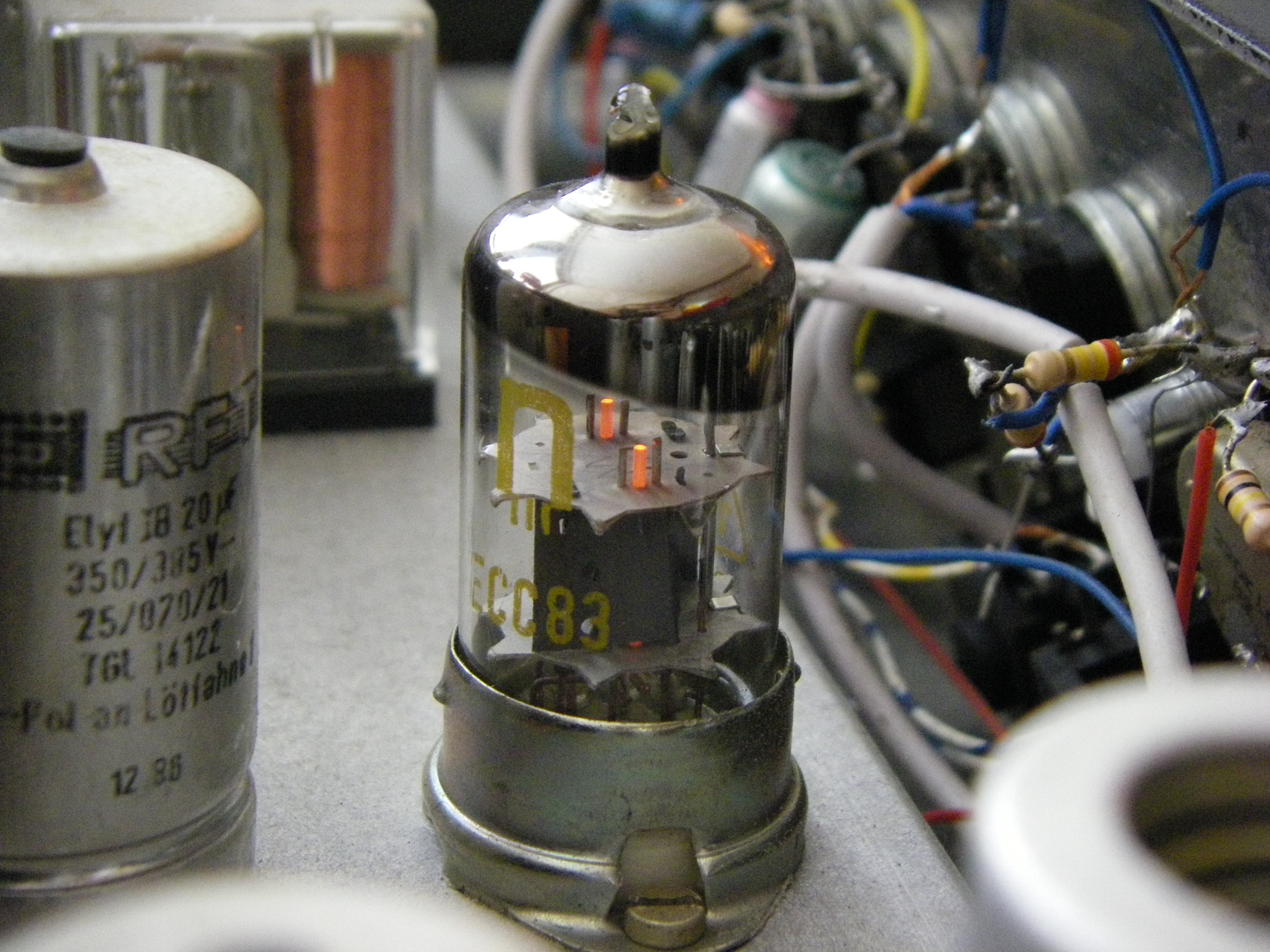
RFT ECC83 als Vorstufenröhre in einem Gitarrenverstärker

Dabei lassen sich – bedingt durch den quasi modularen Aufbau moderner Röhrenverstärker (eine oder zwei hintereinandergeschaltete „Vorstufen“ sowie eine „Endstufe“) – unterschiedliche Verzerrungen erzeugen. Die Vorstufen werden üblicherweise mit Triodensystemen (Doppeltrioden ECC81, ECC82, ECC83) realisiert, die Endstufen mit Leistungspentoden (6L6, 6V6, EL84, EL34 u. a.). Übersteuert man die Vorstufe, erhält man schon ein verzerrtes Signal am Eingang der Endstufe und kann so, indem man die Endstufe herunterregelt, dieses verzerrte Signal mit relativ geringer Spannung an die Lautsprecher leiten. Von Vorteil ist dabei die geringe Gesamtlautstärke, allerdings ist der Klang verglichen mit dem einer verzerrenden Endstufe auch nicht derselbe.
Bei den ersten Röhrenverstärkern aus den 1950er Jahren konnte man die Vorstufen kaum übersteuern, sondern die Verzerrung wurde dadurch erreicht, dass man den Verstärker so laut wie möglich einstellte. Das bedeutet, die Endstufenröhren wurden übersteuert und der Übertrager (Transformator zur Impedanzanpassung zwischen Röhren und Lautsprecher) ging in die Sättigung, was den Klang von Gitarristen wie etwa Jimi Hendrix oder Alvin Lee (Ten Years After) ausmachte.

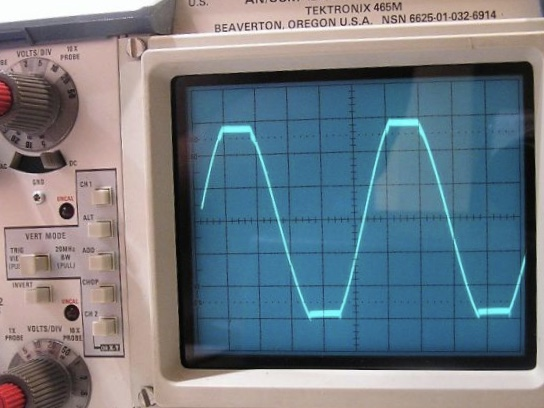
Das Oszilloskop zeigt einen durch Clipping geschröpften Sinus

Solch ein Signal als Kurve auf einem Oszilloskop ist nebenstehend abgebildet. Man sieht, dass die Signalspitzen abgeflacht werden. Mit steigender Leistung wird dieser Effekt stärker.
Nachrichtentechnisch gesprochen werden dem Signal bei Eintakt-Röhrenverstärkern zunehmend geradzahlige Harmonische (Obertöne) hinzugefügt und das Signal wird zunehmend weich begrenzt (soft clipping). Transistorverstärker arbeiten dagegen bis zur Maximalleistung linear; werden sie übersteuert, setzt die Begrenzung („Clipping“) schlagartig ein. Durch die näherungsweise Rechteckform des Signals treten sehr hohe Frequenzanteile (Fourieranalyse) und aufgrund der verwendeten Gegentaktschaltungen ungeradzahlige Harmonische auf.
Der Höreindruck des verzerrenden Röhrenverstärkers wird als „dichter“, „lauter“, „rauer“, „fetziger“ beschrieben als bei nicht übersteuerter Einstellung. Dieser Klang ist in allen Sparten der Rockmusik wichtig und als typischer „E-Gitarren-Sound“ Bestandteil z. B. der Musik-Stilrichtungen Hard Rock und Heavy Metal.
Vermutlich aufgrund des gutwilligen Übersteuerungsverhaltens und der aufgrund des höheren Innenwiderstandes der Röhrenverstärker ausgeprägteren Eigenresonanzen der Lautsprecher ist folgende Faustregel verbreitet: Gleiche Ausgangsleistung → Röhre klingt doppelt so laut wie entsprechende Transistorleistung. Allerdings ist dabei zu beachten, dass der Lautstärke-Eindruck (Lautheit) nur subjektiv zu beschreiben ist, mit steigender Ausgangsleistung nur etwa logarithmisch ansteigt und überdies von der Frequenz abhängt.
Ein 100-Watt-Verstärker wird nicht doppelt so laut empfunden wie ein 50-Watt-Verstärker.
- Vergleich zu 50 Watt:
  - 40 Watt ist 94 % so laut wie 50 Watt
  - 25 Watt ist 81 % so laut wie 50 Watt
  - 15 Watt ist 70 % so laut wie 50 Watt
  - 5 Watt ist 50 % so laut wie 50 Watt
  - 1 Watt ist 31 % so laut wie 50 Watt

Die endgültig mit einem Verstärker zu erzielende Lautstärke ist noch von weiteren Faktoren abhängig. Ein entscheidender Faktor ist der Wirkungsgrad des angeschlossenen Lautsprechers und die Bauweise der Box. Eine Steigerung des Wirkungsgrades um 6 dB erzielt einen höheren Schalldruckpegel als die Verdoppelung der Verstärkerleistung und kann darüber hinaus durch die Veränderung des Frequenzverlaufes die Dynamik und den Klangcharakter erheblich beeinflussen. Ein Lautsprecher mit 10 dB höherem Wirkungsgrad verdoppelt in etwa die wahrgenommene Lautstärke.
Gitarrenlautsprecherboxen weisen üblicherweise ausgeprägte Eigenresonanzen auf, die Lautsprecher sind hart aufgehängt und werden durch den hohen Quellwiderstand der Röhrenendstufen weniger bedämpft. Dagegen sollen HIFI-Boxen dem Musiksignal nur im moderaten Maß einen eigenen Klang vermitteln, Studiomonitore versuchen Klangfärbungen gänzlich zu vermeiden. Das Resonanzverhalten des oft hinten offenen Holzgehäuses ist ein weiterer Grund für die geringere Dämpfung und den „warmen“ Klang mit ausgeprägter Mittenanhebung.
Die Endstufen von Röhren-Gitarrenverstärkern arbeiten meist im AB-Betrieb, d. h., es ist jeweils eine Röhre zur Verstärkung der positiven bzw. negativen Halbwelle vorhanden (Gegentakt). Hierbei kommt es zu geringfügigen Übernahmeverzerrungen, die nicht auftreten, wenn die Endstufe in A-Betrieb arbeitet. Hierbei wird das volle Signal von einer einzigen Endstufenröhre verstärkt. Im Ruhezustand fließt durch die Röhre der halbe Maximalstrom, der dann durch das Gitarrensignal moduliert wird. Der AB-Betrieb wird meist für größere Leistungen verwendet, während der A-Betrieb weniger Bauteile benötigt. In kleinen Gitarrenverstärkern kann man z. B. mit einer EL84 ca. 5W Ausgangsleistung erreichen, während mit zwei EL84 im Gegentakt-Betrieb typischerweise ca. 15 W erreicht werden. Häufig werden mehrere Röhren parallel geschaltet, um die Gesamtleistung zu erhöhen. So können z. B. mit mehreren EL34 parallel im Gegentaktbetrieb Leistungen von 100 W oder mehr erzielt werden. Auf der anderen Seite gibt es Verstärker, die die Klangeigenschaften des A-Betriebs durch Parallelschaltung von Endstufenröhren mit höherer Leistung verbinden. Ein Nachteil des A-Betriebs ist die konstante, relativ hohe Leistungsaufnahme der Endstufenröhren.
Durch Tausch der Endstufenröhre ändert sich nicht nur die Leistung des Verstärkers, sondern auch sein Klangverhalten erheblich. Oft werden die Endstufenröhren dabei nicht neu eingemessen. Es kann auch ein Klangunterschied auftreten, wenn Röhren unterschiedlicher Hersteller benutzt werden. Deren Nenn-Daten sind zwar gleich, sie erzeugen aber dennoch oft einen anderen Klang. Ursache dafür sind Fertigungstoleranzen.
- Beispiele für Röhrenverstärker:
  - Marshall JCM 800, Topteil 100 Watt (Box 4×12″)
  - Mesa/Boogie Dual Rectifier 100 Watt (Box 4×12″)
  - Fender Twin Reverb Combo 75 Watt
  - Vox AC30 Combo Class AB
  - Orange Retro 50 Custom

### Transistor

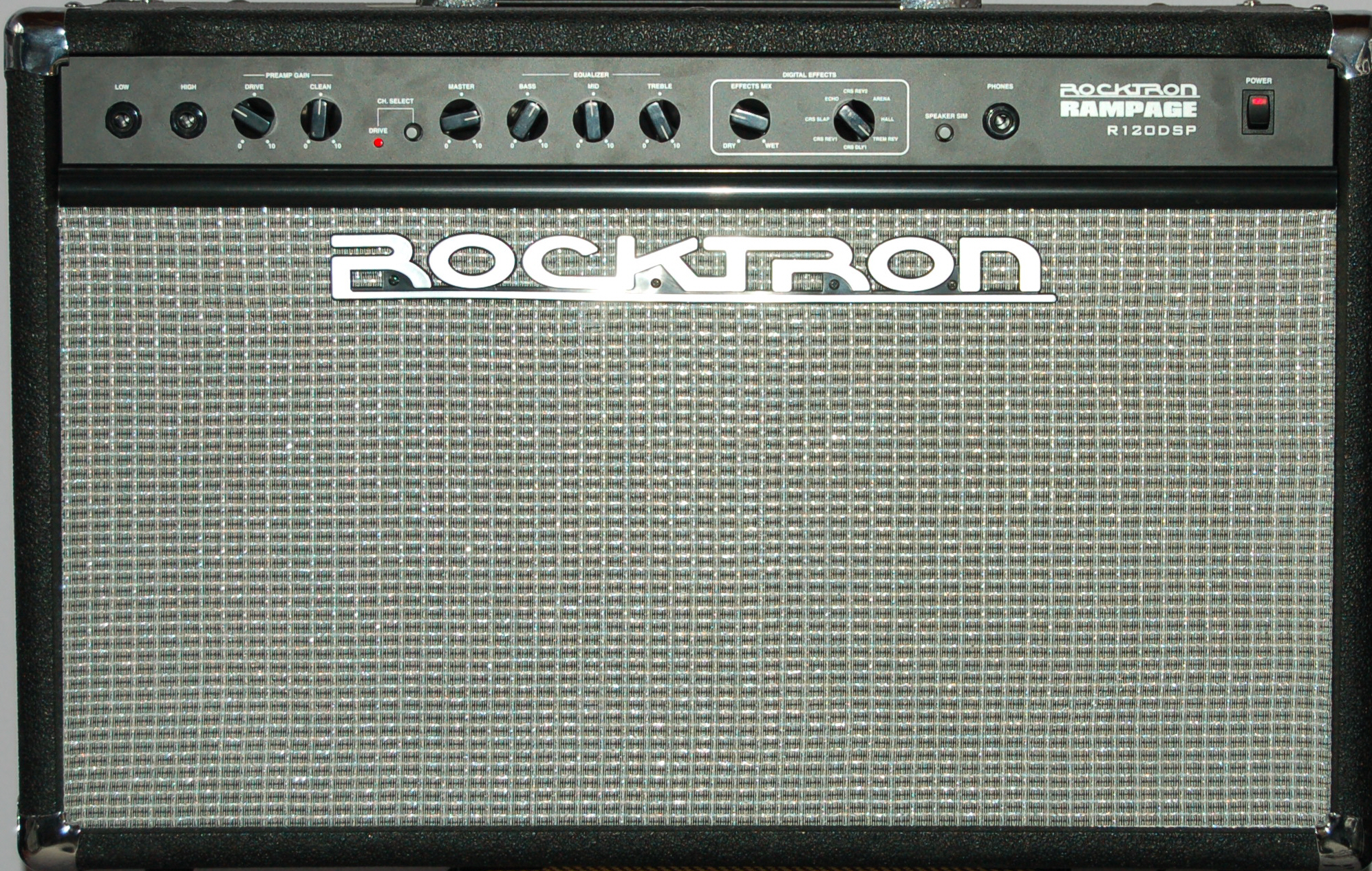
Rocktron Transistorverstärker R120 DSP

Bei Transistorverstärkern kommen heute überwiegend MOSFET-Schaltungen zum Einsatz.
- Beispiel:
  - Marshall MG-Serie
  - Fender-Champion-Serie
  - Marshall Lead 100 Mosfet (100 Watt, Hall, Name aufgrund MOSFET-Leistungstransistoren, Box 4×10″)
  - Roland Jazz-Chorus JC120
  - Orange Crush 30R

### Hybrid
Eine weitere Variante ist der Hybridverstärker. Seit den achtziger Jahren ist die Variante verbreitet, bei der in der Vorstufe Röhren eingesetzt werden, während die Leistungsstufe mit Transistoren betrieben wird.
- Beispiele:
  - Hughes & Kettner ATS 100
  - Marshall Valvestate 8100 (100 Watt, 3 Kanäle, eingebauter Hall)

Hybridverstärker können aber umgekehrt auch Transistorvorstufe und Röhrenendstufe vereinigen. Diese Konstruktionsweise war vor allem in den siebziger Jahren populär, als mit Transistorendstufen die Robustheit der bewährten Röhrenendstufen noch schwierig zu erreichen war, auf der anderen Seite Transistoren aber eine größere Flexibilität bei den Eingangs- und Klangregelstufen ermöglichten. Allerdings sind Röhren-Endstufen bei gleicher Leistung wegen der notwendigen Übertrager aufwendiger als Transistorendstufen.
- Beispiele:
  - Die meisten Verstärker der Firma Music Man (vor der Übernahme durch Ernie Ball)
  - Manche Peavey-Verstärker, z. B. die Mace-Serie

### Modeling / Simulation
Die Firma Roland simulierte erstmals erfolgreich durch integrierte Rechnermodelle vollständige, durch Mikrofone akustisch abgenommene Gitarrenverstärker der verschiedensten Bauarten und Firmen. Die Firma Line 6 machte dieses Verfahren populär. Bei dieser Technik werden DSPs (digitale Signalprozessoren) verwendet, um über mathematische Modelle das Verhalten von Röhrenverstärkern nachzubilden. Sie werden auch als Modeling-Amps bezeichnet.
Heutzutage gibt es zahlreiche Gitarrenverstärker, die diese Methode der Klangerzeugung anwenden. Aufgrund der größeren Flexibilität und Klangvielfalt verdrängen diese Verstärker mehr und mehr die klassischen Gitarrenverstärker. Bisher konnten Modeling-Amps auf der Bühne die klassischen Röhrenverstärker jedoch noch nicht umfassend ablösen. Ein alternatives Ergebnis bietet die Firma Tech21, welche die Amp-Rechenmodelle wiederum per Computer in eine reelle Schaltung aus Elektronikbauteilen umrechnen, um damit ebenfalls sehr reelle Sounds zu generieren. Gängige moderne Modeling-Amps können heute als USB-Audiointerface direkt mit dem PC verbunden werden und bieten so einen leichten Einstieg in das Recording.
Es gilt jedoch zu berücksichtigen, inwiefern der Funktionsumfang eines Modeling-Amps von der Verbindung zu einer externen App abhängig ist. Läuft der Support für diese App aus, können möglicherweise nicht mehr alle Funktionen genutzt werden.
- Beispiele:
  - Roland VGA-7, Cube
  - Hughes & Kettner Zentera
  - Line 6 Vetta, Spider, Helix, Catalyst[7]
  - Fender G-DEC, Mustang
  - Marshall Code
  - VOX AD-120 VTH
  - Yamaha THR
  - Fractal Audio AxeFx

Im Oktober 2007 stellte Line 6 in Zusammenarbeit mit Reinhold Bogner mit dem sogenannten Spider Valve 112/212 erstmals einen Modeling-Combo auf Vollröhren-Basis vor, der den Klang klassischer und hochwertiger Röhrenamps nahezu identisch nachempfinden soll.
Die US-Firma FractalAudio bietet für den Profibereich Geräte mit besonders leistungsfähigen Signalprozessoren und komplexen Algorithmen an.
Kemper aus Deutschland hat Geräte mit „Profiling-Technik“ im Programm. Diese können die Klangcharakteristik eines physikalischen Röhrenverstärkers mittels Mikrofonierung erfassen, dann ein zugeordnetes Profil in der Software abspeichern und anschließend den Klang emulieren.

#### Software-Ampsimulationen
Gitarrenverstärker können auch als Anwendung auf einem Computer simuliert werden. Dabei wird das Audiosignal der elektrischen Gitarre mit einem Audiointerface in den Rechner übertragen und dort durch das Programm digital verstärkt und klanglich beeinflusst. Gängige Programme sind die Software Amplitube von IK Multimedia, GuitarRig von Native Instruments oder der Amp Designer innerhalb von Apples Logic Pro.

## Bauformen

### Combo-Verstärker

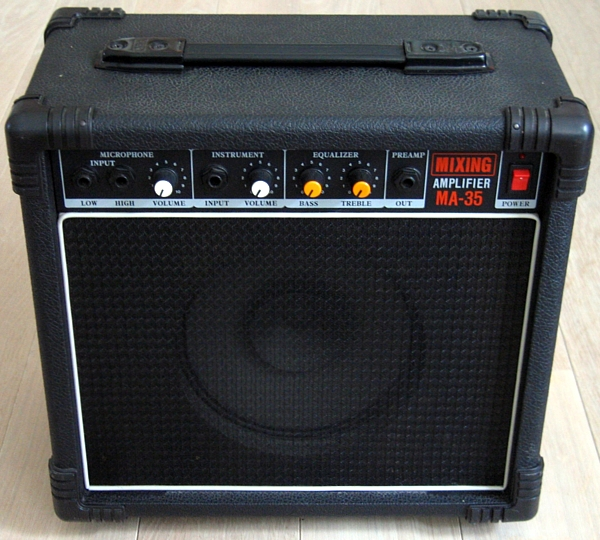
Combo-Verstärker

Beim Combo-Verstärker (kurz: Combo) sind die Elektronik und ein oder mehrere Lautsprecher in einem gemeinsamen Gehäuse montiert. Die ersten Gitarrenverstärker von Ende der 1920er- bis in die 1950er-Jahre waren durchgehend von dieser Bauart. Das Gehäuse kann hinten geöffnet oder geschlossen sein, was sich auf die Klangcharakteristik des Lautsprechers auswirkt. Kleinere Combos sind leichter transportierbar als andere Bauarten. Größere Geräte, wie zum Beispiel der Fender Twin Reverb sind schwerer zu transportieren, da alle Komponenten am Stück bewegt werden müssen. Die Ausgangsleistung bewegt sich in der Regel im Bereich von 5 bis 100 Watt. Combos mit noch kleineren Ausgangsleistungen können zum Teil auch aus Batterien mit Spannung versorgt werden. Sie eignen sich zum Üben und für Spielorte ohne Netzstromversorgung.
- Beispiele für Combo-Verstärker
  - Fender Twin Reverb
  - Marshall Bluesbreaker
  - Vox AC30
  - Roland Jazz Chorus JC-120
  - Orange Rockerverb 50C

### Topteil & Box

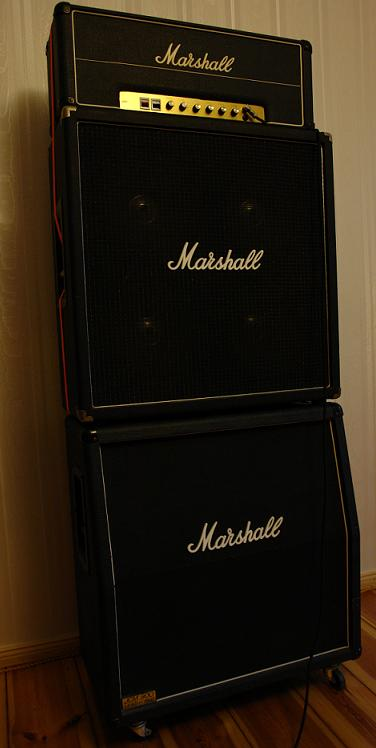
Marshall Full Stack

Sind Verstärker und Lautsprecherbox getrennt, so spricht man von Topteil (englisch Head) und Box (englisch Cabinet). Sind die genannten Teile aufeinandergestapelt, so spricht man von einem Turm (englisch Stack). Hier unterteilt man wiederum in einen Half-Stack (Verstärker mit einer Box) und einen Full-Stack (Verstärker steht auf 2 Boxen). Bei den Boxen der sogenannten Stacks handelt es sich üblicherweise um Einheiten mit jeweils 4 mal 12″-Gitarrenlautsprecher. Es gibt allerdings auch 1×12″-, 2×12″- oder 4×10″-Boxen.
Die meisten Röhrentopteil-Verstärker müssen im eingeschalteten Zustand immer mit einer Last (englisch: „Load“) verbunden sein. Das kann sein, indem der Verstärker mit einem Lautsprecherkabel mit der Box verbunden ist. Andernfalls kann der Verstärker Schaden nehmen.
- Beispiele (Topteil)
  - Marshall Plexi
  - Mesa/Boogie Mark IV
  - Engl Savage 120
  - Orange Thunderverb 200H

### Rack (Vor- & Endstufe)
In traditionellen Verstärkern bilden Vor- und Endstufe eine Einheit. Es gibt aber auch zahlreiche Varianten, in denen Vor- und Endstufe eigene Einheiten bilden. Diese werden zumeist in 19″-Racksystemen eingebaut.
- Beispiele (Vorstufe)
  - Marshall JMP 1
  - Mesa/Boogie Triaxis

- Beispiele (Endstufe)
  - Mesa/Boogie Strategy 500
  - Peavey Classic 50/50

### Kopfhörerverstärker

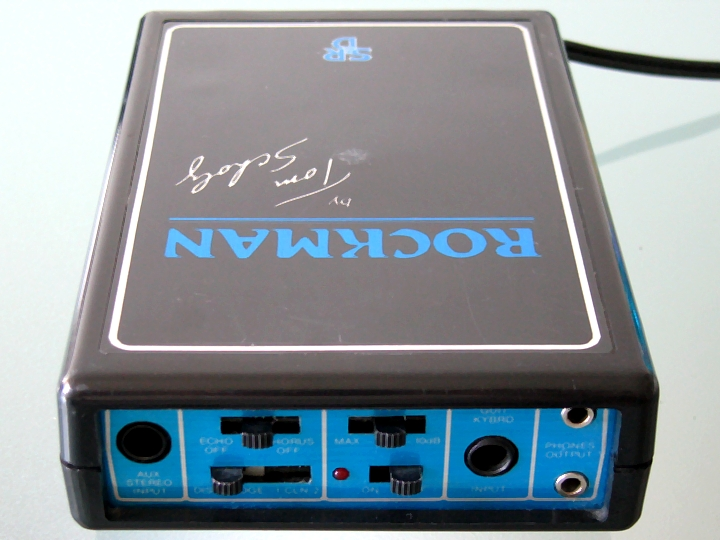
Kopfhörerverstärker Rockman aus den 1980er-Jahren

Einer der ersten Verstärker für den ausschließlichen Betrieb mit einem Kopfhörer war der Rockman, der von Tom Scholz, Gründer der Rockgruppe Boston, in den 1980er-Jahren entwickelt wurde.

### Batteriebetriebene Gitarrenverstärker
Angeboten werden zunehmend batteriebetriebene Verstärker, entweder mit fest eingebautem, aufladbarem Akku oder mit austauschbaren Batterien. Kleinere Modelle sind für den Heimgebrauch gedacht, größere Modelle mit Lautsprecher bis zu 12 Zoll Durchmesser eignen sich auch für Straßenmusiker. Manche der kleinsten Verstärker mit Batteriebetrieb lassen sich am Gürtel des Musikers befestigen.

## Hersteller
Bekannte Hersteller von Gitarrenverstärkern bzw. Lautsprechern sind unter anderem (in alphabetischer Reihenfolge):
Ampeg | Bogner | Behringer | Blackstar | Diezel | Dynacord | EBS | Echolette | Engl | Fender | Glockenklang | Hiwatt | Hughes & Kettner | Ibanez | Laney | Line 6 | Marshall | Mesa/Boogie | Orange | Peavey | Roland | Trace Elliot | VOX | Warwick | Yamaha